# 装甲工兵偵察車両
装甲工兵偵察車両 (そうこうこうへいていさつしゃりょう、Armoured Engineer Reconnaissance Vehicle、AERV) は、インドで開発された戦闘工兵車である。
戦闘工兵が偵察任務を実施できるようにするため、インド陸軍の参謀定性要件(GSQR)に従い、国防研究開発機構(DRDO)がC-TECと連携して開発した。

## 開発
AERVは国営企業であるニガム装甲車両の傘下のメダック兵器工場(OFPM)において製造されている。BMP-2サラス(BMP-2のライセンス生産型)の車体をベースに開発されており、平野部、砂漠、河川地帯での攻撃と防御の両方の作戦において、水上を突破する突撃橋の建設を容易にするため、陸域および河床の調査を実施するために設計されている。  武装はなく、音響測深機、水流計、レーザー測距儀、GPSなどの特殊な機器が装備されている。車体の左後部には、40本の標柱を備えたマーキングシステムが取り付けられている。

## 運用
2021年12月22日、インド陸軍工兵隊はプネーでAERVを正式に導入した。インド陸軍はAERVを53輌を発注し、納入次第西部戦線に配備される予定である。